# Cimbálová muzika

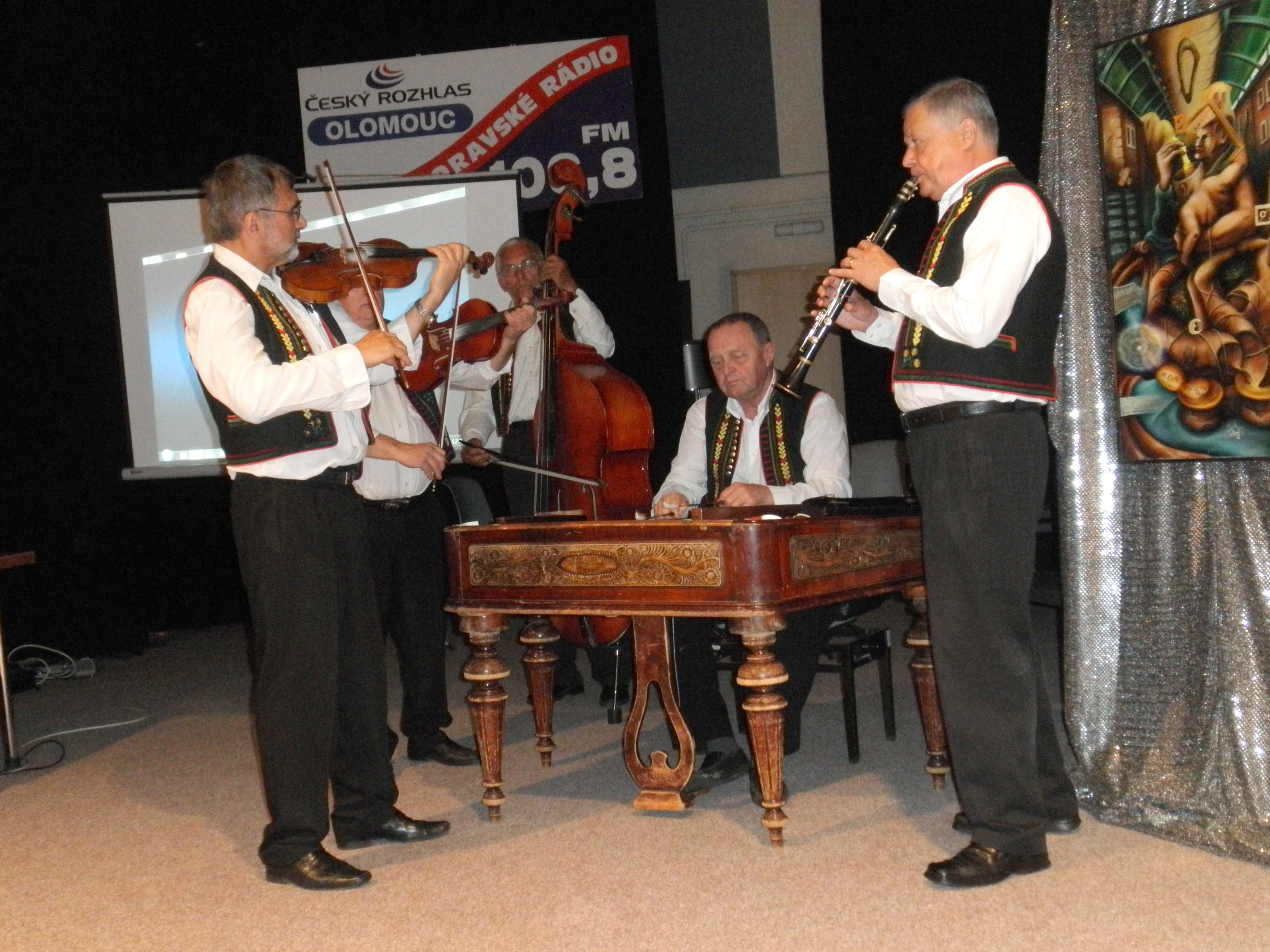
Cimbálová muzika Václava Hastíka

Cimbálová muzika (lidově cimbálka, zkráceně CM) je seskupení muzikantů hrajících na „lidové“ hudební nástroje včetně cimbálu, v jejímž repertoáru se vyskytují převážně lidové písně, ale často se objevují i úpravy vážné hudby, případně populárních skladeb. V Česku se cimbálové muziky vyskytují z větší části na Moravě, hlavně podél hranic se Slovenskem.

## Nástrojové obsazení
Mezi nejčastěji používané hudební nástroje v cimbálové muzice patří především housle, viola, klarinet, kontrabas a samozřejmě cimbál. Někdy se můžeme setkat i s jinými nástroji navíc, či naopak s neúplným nástrojovým obsazením, kdy některé nástroje úplně chybí.

## Personální obsazení
Obvykle se zde vyskytují následující muzikantské posty:
1. Melodické posty
  - primáš (prim) - vedoucí muziky, hraje první housle, melodii písně zdobí vyhrávkami, tzv. ciframi
  - obligát - hraje melodii jako první housle, ale nehraje cifry. V některých CM tento post chybí.
  - tercáš (terc) - hraje druhé housle, má na starosti tzv. druhý hlas, který v lidové hudbě bývá snížený často právě o tercii. Lze však i jinak.
  - klarinet - hraje přímo melodii sólově nebo zdobí melodii ciframi
2. Doprovodné posty
  - cimbál - harmonizuje melodii, doprovází melodii hraním dvojzvuků či vícezvuků (akordy), které hraje buď současně (dvojzvuk) nebo rozloženě (arpeggio), může být nasazen i jako sólový nástroj
  - basák (basa) - hraje většinou základní tóny akordů pro harmonii, v rychlejších tempech hraje na první (těžkou) dobu a odpovídá za rytmus
  - kontráš (kontr) - harmonizuje melodii, hraje většinou dvojzvuky (někdy i trojzvuky), v rychlejších tempech hraje na druhou (lehkou) dobu a tím „kontruje“ base